# Гуженкова Анастасія Дмитрівна
Анастасія Гуженкова (рос. Анастасия Дмитриевна Гуженкова; нар. 16 серпня 1997) — російська плавчиня.
Призерка Чемпіонату Європи з водних видів спорту 2018 року.
Переможниця літньої Універсіади 2017 року.